# Sthenoteuthis
Genre
Sthenoteuthis est un genre de mollusques céphalopodes de la famille des Ommastrephidae.

## liste des espèces
- Sthenoteuthis oualaniensis (Lesson, 1830 in 1830-1831)
- Sthenoteuthis pteropus (Steenstrup, 1855)